# Anne Justs Have
Anne Justs Have er en have, der er beliggende på Postvangen 4 i Hune, tæt ved Blokhus og Vesterhavet i Jammerbugt Kommune. Haven blev grundlagt af ægteparret Anne Just og Claus Bonderup i 1991, og åbnede for offentligheden i 1996. Haven er på 7340 kvadratmeter og består forskellige haverum og huse. Haven er i dag en turistattraktion, der er åben for offentligheden i sommerhalvåret.
I 2008 - lige før Anne Justs død - dannedes Fonden til Bevarelse af Anne Just´s Have med det formål, at Haven for fremtiden skulle bestå og besøges af haveglade gæster. Claus Bonderup og Anne Just overdrog Haven og alle husene til Fonden, der nu driver Haven. Fondens bestyrelse: Claus Bonderup, Erik Kolind Nielsen, Birte Hornemann, Malou Skeel og Carl Ejler Rasmussen.